# Jan Nepomuk František Desolda
Jan Nepomuk František Desolda OPraem (10. září 1811, Švihov – 8. února 1885, Teplá) byl český římskokatolický kněz, kanovník premonstrátského řádu, filosof, pedagog a představitel českého národního obrození. Vynikl ale především jako překladatel a významně se zasloužili o obrození českého národa i rozvoj tuzemského písemnictví. Jako první přeložil do češtiny Platónova Faidóna.

## Život
Byl narozen v západočeském městečku Švihov, kde jeho otec Václav pracoval jako kožešník.
V jedenácti letech byl díky jeho pilným studiím přijat na tehdejší šestileté Klatovské gymnázium, které úspěšně vystudoval. Nadále studoval v Plzni, přesněji ve Filosofickém ústavu, který také dokončil úspěšně. Po zhotovení jeho studií se rozhodl zavázat život Bohu a odešel do premonstrátského kláštera (kanonie) v Teplé, kde se zabýval teologií a lingvistikou. Zrovna zde byl roku 1837 vysvěcen na kněze. Dále působil na farách spadající pod zprávu Teplické kanonie, jako například v Liticích a Dobřanech. V této době se seznámil s Václavem Benešem Třebízským, který stejně jako Desolda působil jako kněz a spisovatel. 
V roce 1845 získal aprobaci pro výuku latiny a řečtiny, což jsou jazyky které už se nějakou dobu učil. Mezi převážně německy mluvícími studenty se ostatními profesory snažil vzbudit zájem o Český jazyk a literaturu. Z největších nadšenců pak složil mužský pěvecký sbor.  Překládal a sepisoval modlitební knihy (Svatý Alois, vzor a ochránce křesťanské mládeže - 1871, Kytice rajská, Svatyně sionská - 1858 atd...) Roku 1864 byl Desolda jmenován arcibiskupským notářem, a pak o tři roky později rektorem gymnázia. V roce 1877 odešel do tepelského kláštera, kde později v roce 1885 zemřel a byl pohřben.

## Dílo
- Smrt Voltairova, Praha : Kuncíř, 1920.
- Svatá Františka Římská, vzor křesťanské panny, manželky, matky, Brno 1880. Dostupné online
- Základní pravidla katolického vychování, Praha : Dědictví sv. Jana Nepomuckého, 1878.
- Ohavnost spuštění na místě svatém v Římě zpáchaná 20. září 1870, Nákladem katolického spolku tiskového, 1871.